# Oscar Michaux
Oscar Joseph Isidore Michaux (Glimes, 27 maart 1860 - Grevelingen, 7 januari 1918) was een majoor van de Belgische cavalerie die na een carrière in Belgisch-Congo een grote collectie aan Congolese kunstvoorwerpen in zijn bezit bleek te hebben. Na zijn dood kwam het Afrikamuseum in het bezit van zijn collectie.

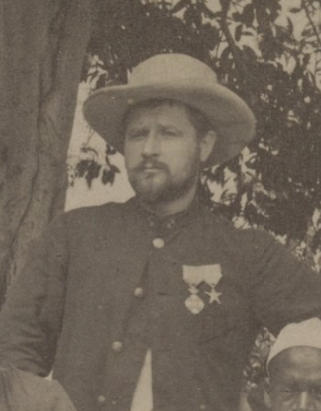
Oscar Michaux in 1894 (HP.1959.29.824. Delevoy)

## Jeugd en opleiding
Hij was de zoon van Alfred Michaux en Hortense Thiry. Na zijn studies nam hij op 19 februari 1880 dienst in het Belgisch leger. Hij studeerde in 1882 af aan de ruiterijschool van het Belgisch leger en werd in 1887 tweede luitenant bij de cavalerie. Vervolgens werd hij in 1888 gedetacheerd naar deze school als opleidingsofficier. Op 8 november 1889 werd hij verbonden aan het Militair Cartografisch Instituut - de gebruikelijke procedure om Belgische soldaten naar de Weermacht in Onafhankelijke Congostaat te sturen.

## Congolese periode
Michaux vertrok naar Congo op 2 december 1889. Na zijn aankomst in Boma op 6 januari 1890 wordt hij benoemd tot luitenant en naar Lusambo gestuurd. Daar nam hij deel aan verscheidene binnenlandse conflicten. Nadat hij in 1893 voor enkele maanden naar België terugkwam werd hij op 1 mei 1893 gepromoveerd tot kapitein.
In juni 1894 keerde Michaux terug naar Congo. Hij werd er hij districtscommissaris van Kasai-Lualaba, opnieuw op de post in Lusambo. Het is tijdens deze tweede termijn, die getekend werd door de ‘Tetela-opstand’ in de Weermacht, dat het Luba-masker in Luulu werd geplunderd (tegen de Batetela en de Baluba).
Nadat hij in 1893 voor enkele maanden naar België terugkwam werd hij op 1 mei 1893 gepromoveerd tot kapitein.

## Collectie Michaux
De collectie telt 715 objecten. Het geheel dat in april 1919 door de weduwe van Michaux aan het museum werd verkocht, bestond uit bekers, doosjes, beeldjes, scepters/staven, kammen, ivoor, talrijke geweven raffiatextiel, wapens, muziekinstrumenten en stoelen, allemaal door de militair verworven tijdens zijn bijna zeven jaar durende verblijf in Congo.
We weten niet hoe Michaux deze objecten bewaarde in België. Ze werden blijkbaar verstopt tijdens de Eerste Wereldoorlog. Ze zouden zich in een erbarmelijke staat van bewaring bevonden hebben wanneer ze aan het museum te koop werden aangeboden na de dood van Michaux in 1918.
Dat er in deze periode steeds meer werd ‘verzameld’ stimuleerde de handel in deze goederen, en wakkerde ook de productie van dit soort voorwerpen aan.
In 1913 bood Michaux aan het Ministerie van Oorlog vijf vlaggen aan die hij tijdens veldslagen in Afrika had buitgemaakt. Zijn collectie Congolese objecten hield Michaux bij tot aan zijn dood.
Een veertigtal Congolese wapens, voornamelijk speren die waarschijnlijk weinig interessant werden bevonden, werden niet door het Tervuurse museum aangekocht. Ze werden in 1926 door de weduwe geschonken aan het Koninklijk Museum van het Leger en de Krijgsgeschiedenis. Michaux' decoraties, medailles en militaire uitrusting werden in november 1929 geschonken aan hetzelfde museum.

### De verzamelwoede van de agenten van de Onafhankelijke Congostaat
De opname van collecties van agenten en soldaten van de Onafhankelijke Congostaat – of van hun erfgenamen – in publieke instellingen in België gebeurde willekeurig en vaak tegen betaling.
Om dit fenomeen in te dijken werd vanaf 1896 een formeel verbod op het samenstellen van privécollecties opgenomen in het arbeidscontract van de agenten van de Onafhankelijke Congostaat. Zo wilde men hen beletten zich met andere (commerciële) activiteiten bezig te houden dan met de taken die hen contractueel werden toegewezen. In de praktijk werd deze beperking echter niet altijd opgevolgd en de koloniale agenten bleven talloze objecten meebrengen naar België. Verworven als trofeeën en/of als curiositeiten, kregen ze een plaatsje in de inrichting van hun huizen als souvenirs.

## Verder lezen
- Algemeen Rijksarchief:
  - Fonds Minicol, 9089
  - Fonds SPA, Dossiers du personnel d'Afrique "Michaux O.", n° 768/558
- Koninklijk Museum voor Midden-Afrika:
  - dienst Etnografie, verwervingsdossier Michaux, DA.2.394 + archieven Lapière
  - dienst Geschiedenis: AA.1-I.222 Oscar Michaux (1919); 1958.60 (DA.7.1464); 1964.37 (DA.7.1907); 1979.57 (DA.7.2722)
- Koninklijk Museum van het Leger en de Krijgsgeschiedenis: personeelsdossier Oscar Michaux en Briefwisseling

## Voetnoten
1. ↑  (fr) Biographie Coloniale Belge (Tome. 1, 1948).. Institut royale coloniale belge , pp. 685-693. (1948).